# 奥山道郎

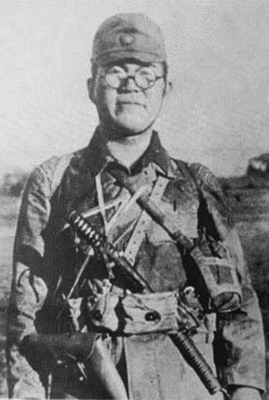
奥山道郎

奥山道郎（日语：／ Okuyama Michirō，1919年4月10日—1945年5月24日），日本三重县人，陸軍士官學校第53期学员，大日本帝國陸軍军官，義烈空挺隊隊長。1945年，奥山道郎于冲绳阵亡，殁年26岁，死后追授大佐军衔。

## 生平
奥山道郎于1919年出生在日本三重县，是陆军炮兵中佐奥山春次郎（陆军士官学校第18期学员）的长子。其青年时期就读于千叶中学（今千叶县立千叶初高级中学）和津中学（今三重县立津高级中学），后入读东京陆军幼年学校。1940年2月，奥山道郎于陆军士官学校毕业。1940年5月，奥山任陸軍工兵少尉，加入工兵第11联队，同年12月进入挺進練習部。1941年8月，奥山晋升陆军中尉，同年11月加入教導挺進第1聯隊，次年成為聯隊中隊長，12月晋升陸軍大尉。1944年11月，奥山加入第6航空軍司令部。1945年5月24日晚，在隊長奥山道郎的率领下，150名（一說120名）義烈空挺隊隊員在熊本市健軍机场集结。在各自向家乡遥拜后，众人登上了十二架轰炸机，向被美军占领的读谷机场（冲绳北部）和嘉手纳机场（冲绳中部）进发。“哪怕是身处南海之岛，我也会微笑着为国奉献”（吾が頭南海の島に　瞭さるも　我は微笑む　國に貢せば），此俳句为奥山道郎的遗言。虽然奥山道郎在出战前就已被告知晋升少佐，但他从未佩戴过少佐徽章。由于发动机故障等问题，其中四架飞机不得不折返，因此只有八架飞机飞往冲绳。而这仅剩的八架飞机中，有七架被美军密集的防空火力击落，其中就包括奥山的一号机。6月10日，奥山道郎晋升陸軍少佐。6月15日，奥山道郎被认定阵亡，追授大佐军衔。

### 书目
- 大貫健一郎; 渡辺考.  . 講談社. 2009. ISBN 978-4-06-215516-8.
- 秦郁彦.  . 東京: 東京大学出版会. 2005. ISBN 978-4-13-030135-0.